# ФК БСК Бачки Брестовац
ФК Брестовачки спортски клуб је фудбалски клуб из Бачког Брестовца. Регистрован у ЈНС 1933. године, тренутно се такмичи у Подручној лиги Сомбор, петом нивоу фудбалског такмичења Републике Србије.

## Историја
Године 1913. фудбалска екипа из Брестовца одиграла је у селу Вепровац (данашњи Крушчић) прву фудбалску утакмицу, која је имала карактер међумесне пријатељске утакмице .
Иако је прва забележена утакмица одиграна 1913. године, двадесет година касније, крајем августа 1933.  регистроваће се прва фудбалска екипа у Југословенски ногометни савез. Клуб ће се звати Брестовачки Спорт Клуб. Након нешто више од две и по године, крајем јануара 1936. Брестовачки СК је распустио фудбалску секцију и брисан је из савеза.
После Другог светског рата и колонизације народа Лике, у Бачком Брестовцу оснива се нови фудбалски клуб овога пута под именом Раднички.